# Sankt Knuds Kirke (Bornholm)

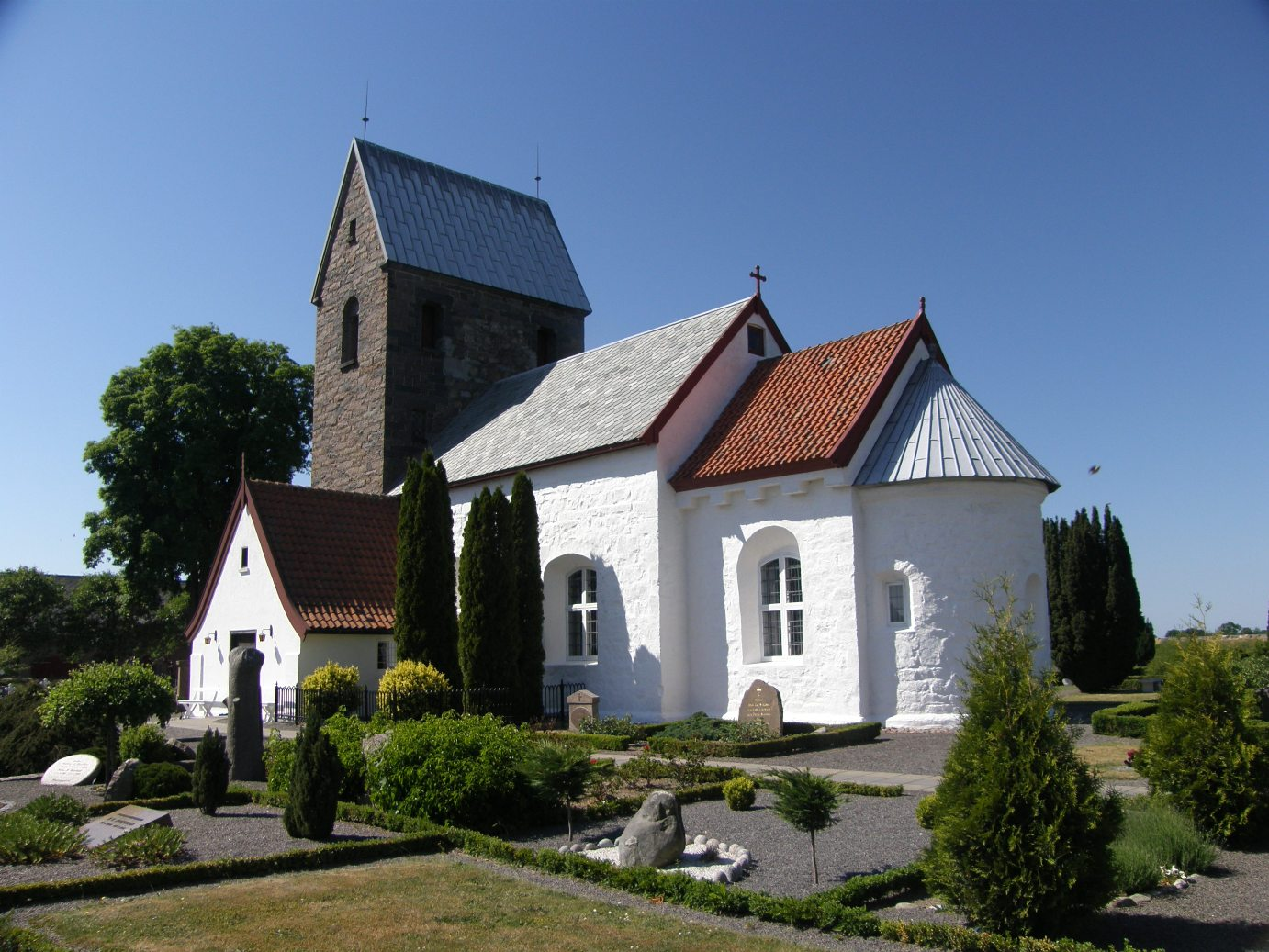
Sankt Knuds Kirke

Die evangelisch-lutherische Sankt Knuds Kirke ist eine romanische Kirche auf der dänischen Insel Bornholm. Sie liegt etwa 3 km östlich von Rønne auf einem Hügel mit Aussicht über Rønne und ist nach dem dänischen König Knut IV. dem Heiligen (* 1042, reg. 1080–1086) benannt, der 1101 heiliggesprochen wurde.

## Geschichte und Architektur
Die Kirche ist die kleinste romanische Kirche auf Bornholm. Apsis, Chor und Schiff wurden in romanischer Waldemarszeit um 1150 erbaut, der Turm etwas später, aber noch zu romanischer Zeit. Der ursprüngliche Turm war ein schmaler Festungsturm und nicht zur Aufhängung von Glocken geeignet; vielleicht gab es einen hölzernen Glockenständer außerhalb der Kirche, von dem aber keine Spuren erhalten sind. 1878 wurde der Turm umgebaut, seitdem hängen darin zwei Glocken, eine von 1460 und eine von 1702. Das Schiff wurde zweimal erhöht, zuletzt 1906. Nord- und Südportal sind erhalten; die Vorhalle vor dem Südportal wurde später angebaut, enthält aber vielleicht romanische Mauerreste. Über dem Südportal ist ein Runenstein eingemauert. Das Nordportal ist heute zugemauert, mit einer Replik der erhaltenen Pforte davor, das Original hängt in der Kirche an der Wand.
Die Kirche ist aus Feldsteinen erbaut, Sockel, Gebäudekanten und die Umrahmungen von Türen und Fenstern sind aus Kalkstein. Die Apsis ist mit Blei gedeckt, der Chor mit Ziegeln, Schiff und Vorhalle mit Schiefer und der Turm mit Eisenblech.
Die Apsis hat ein Halbkugelgewölbe, der Chor ein Tonnengewölbe, das Schiff eine flache moderne Holzdecke. Der Chorbogen ist von zwei Seitenaltarnischen umgeben, die linke ist intakt, die rechte durch den Aufgang zur Kanzel durchbrochen. Die noch zu romanischer Zeit erbaute Westwand des Schiffs trägt die Ostmauer des heutigen Turms, sie öffnet sich mit einer flachen Arkade. Dahinter liegt die ursprüngliche Westwand des Schiffs mit zwei niedrigen Arkaden.

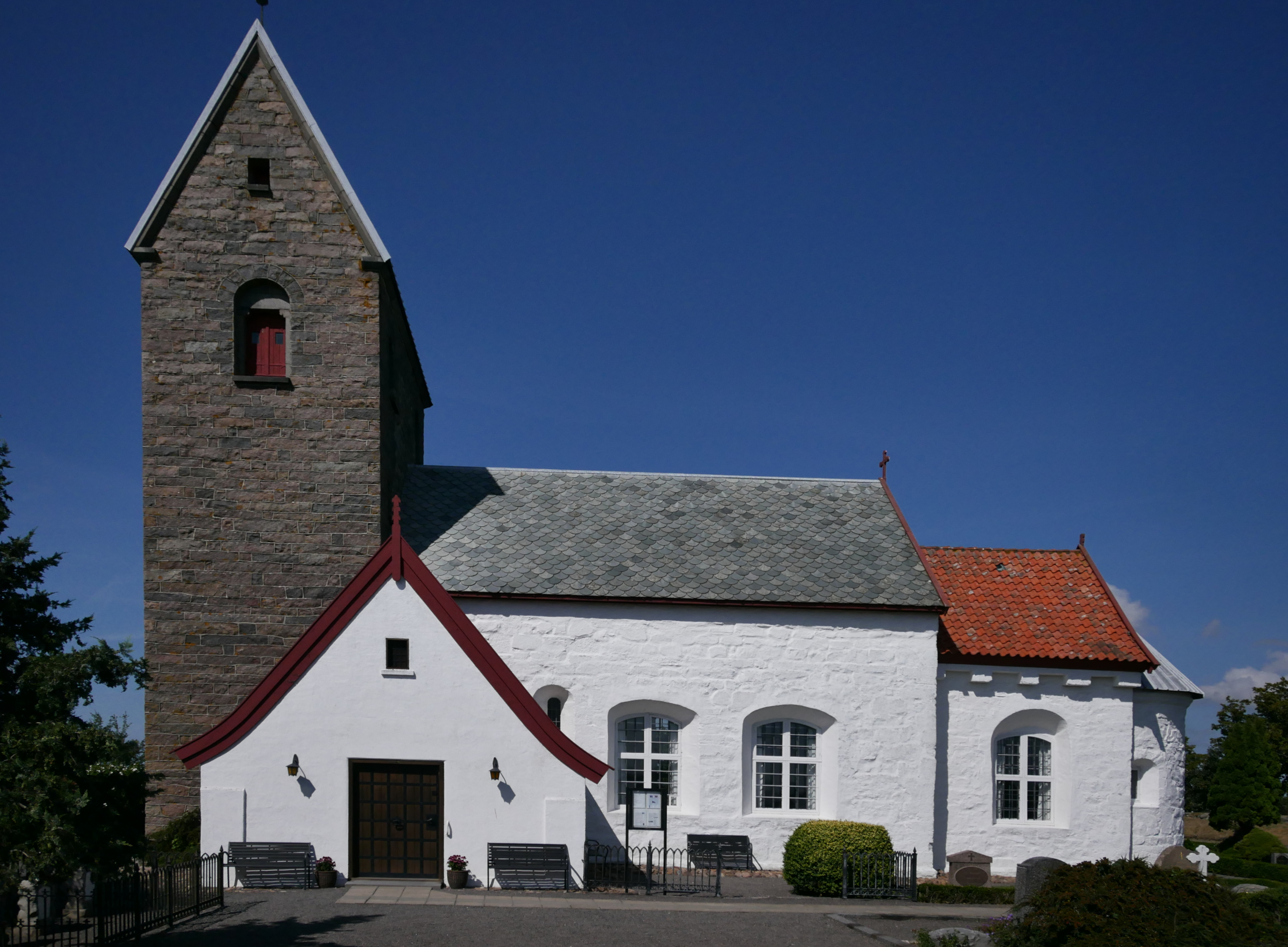
Kirche von Süden
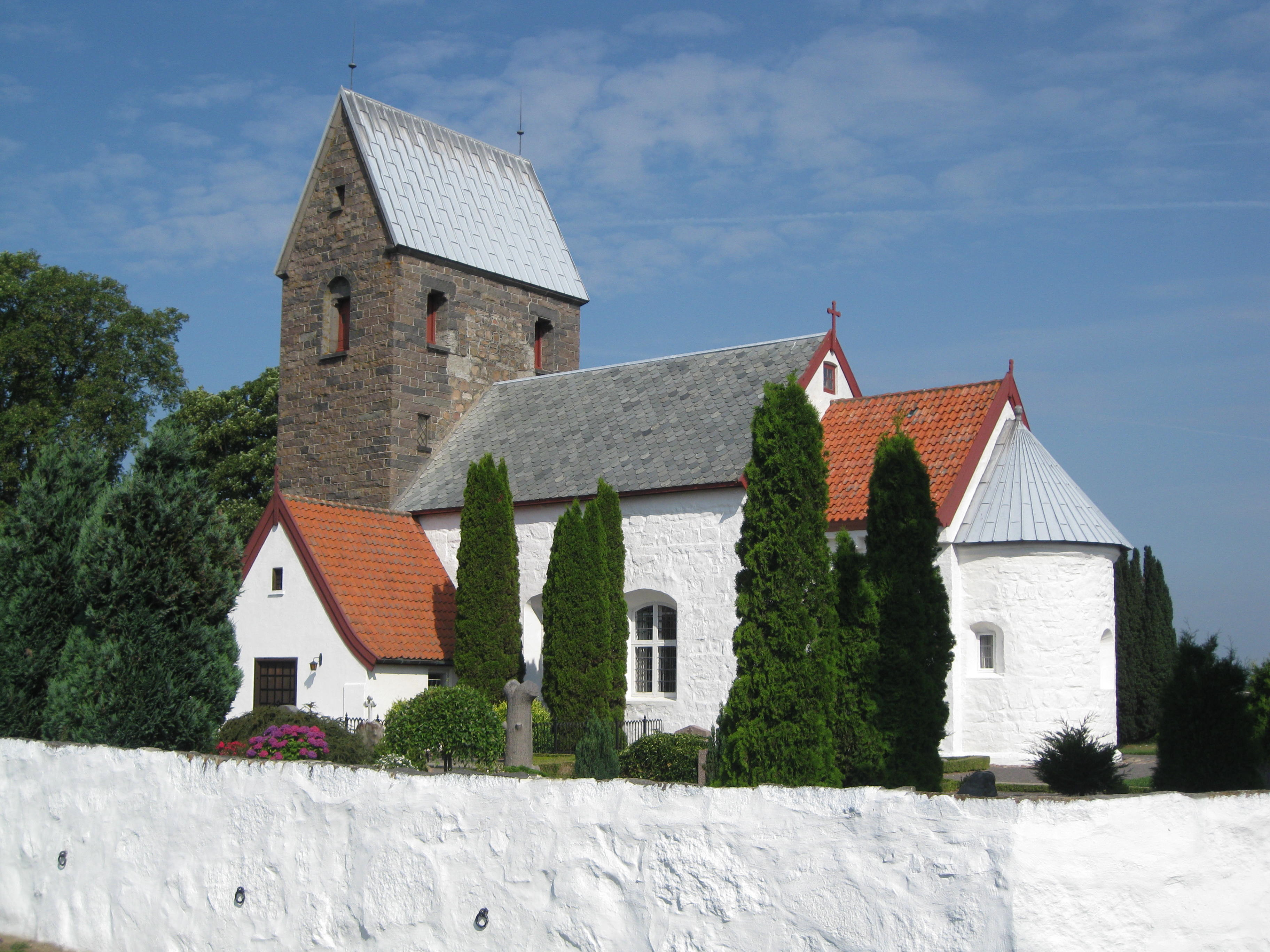
Kirche von Südosten
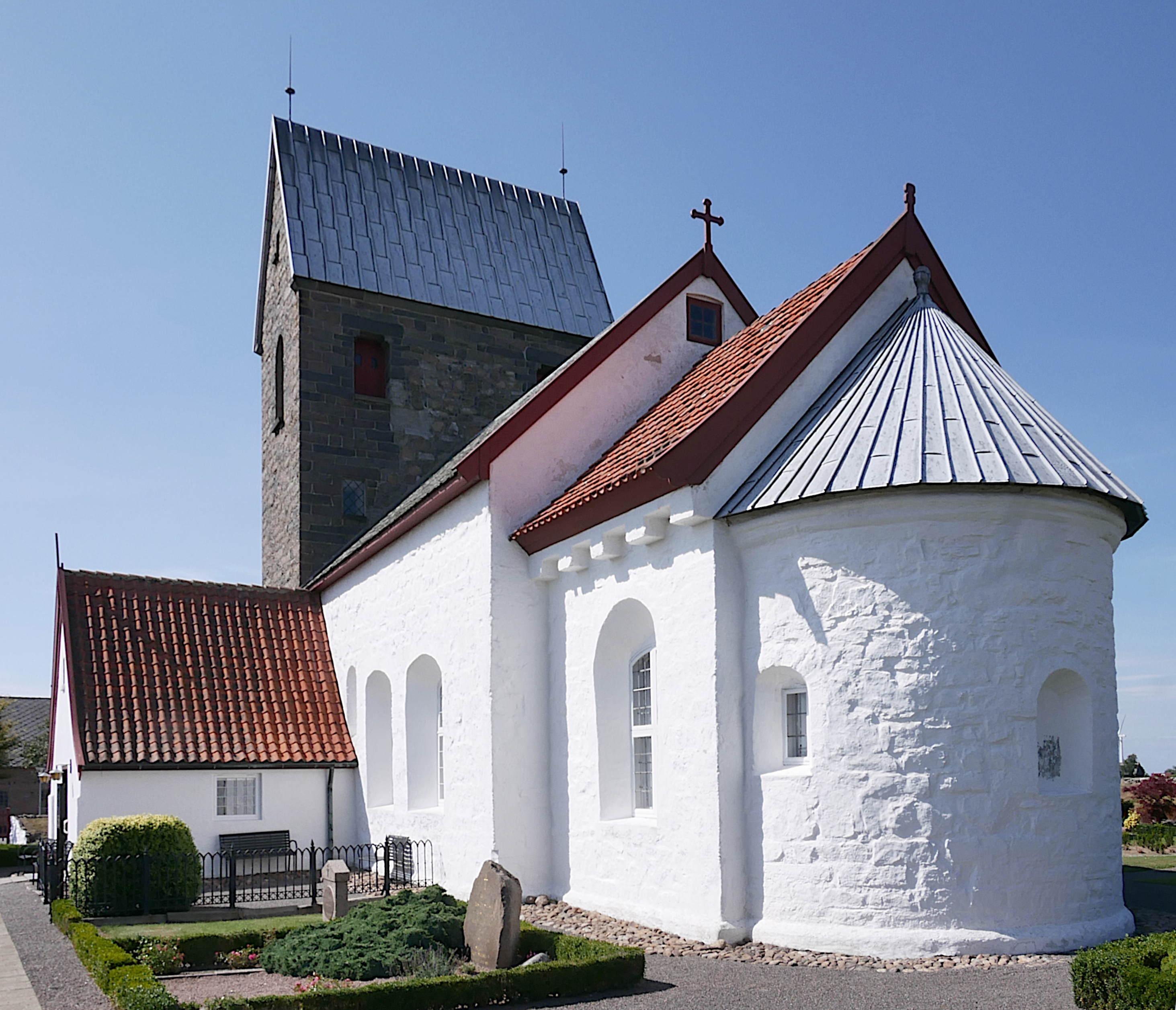
Kirche von Südosten
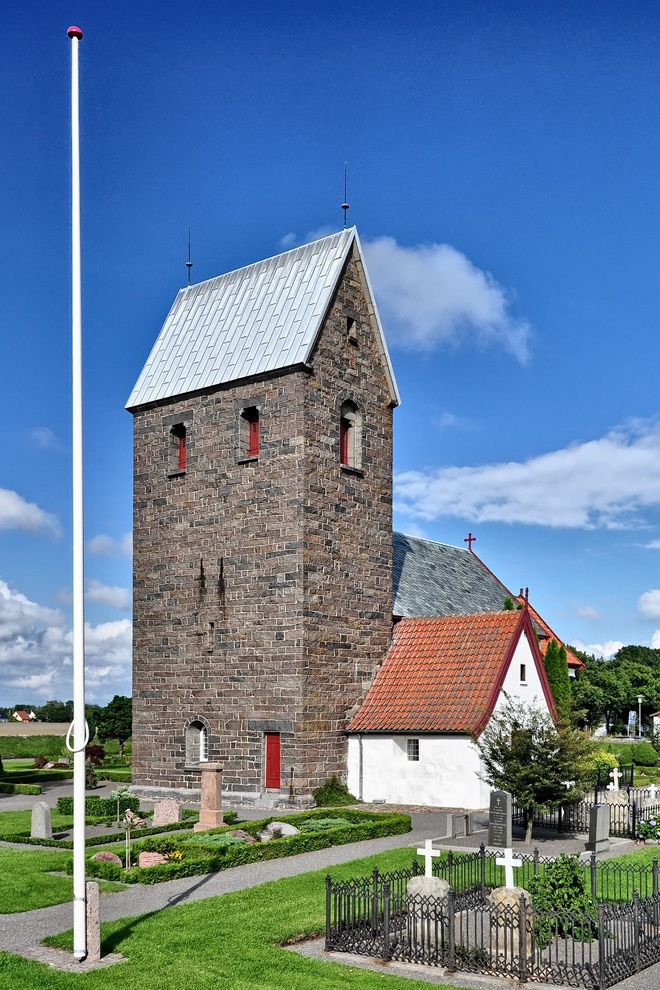
Turm von Westen
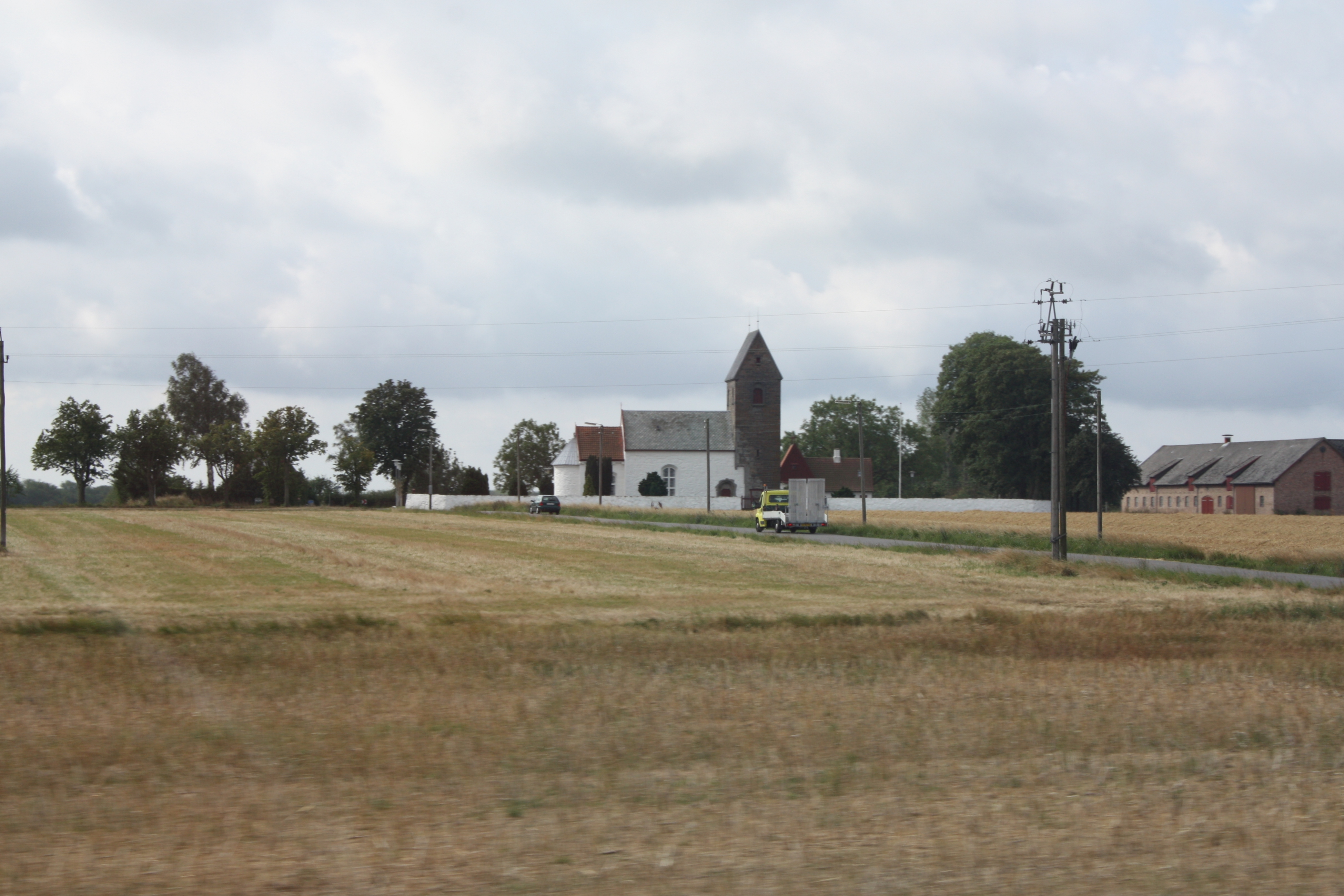
Kirche von Norden

## Ausstattung
Der Altar ist mittelalterlich. Der Altaraufsatz von 1596 im Stil der Renaissance hat zwei Felder mit Gemälden von 1762: links ist die Opferung Isaaks dargestellt, rechts die Kreuzigung Christi.
Die Kanzel mit Schalldeckel und die Gemälde ihrer vier Felder wurden zusammen mit dem Altaraufsatz geschaffen. Die Felder zeigen die Evangelisten und ihre Symbole, von links nach rechts Matthäus mit dem Menschen, Markus mit dem Löwen, Lukas mit dem Stier und Johannes mit dem Adler. Die Felder sind von fünf naiv geschnitzten Hermen mit Körpern aus Früchten umgeben.
Das romanische Taufbecken aus Granit stammt aus der Erbauungszeit der Kirche.
Die Orgel wurde 1955 von der Firma Frobenius Orgelbyggeri in Kopenhagen erbaut.

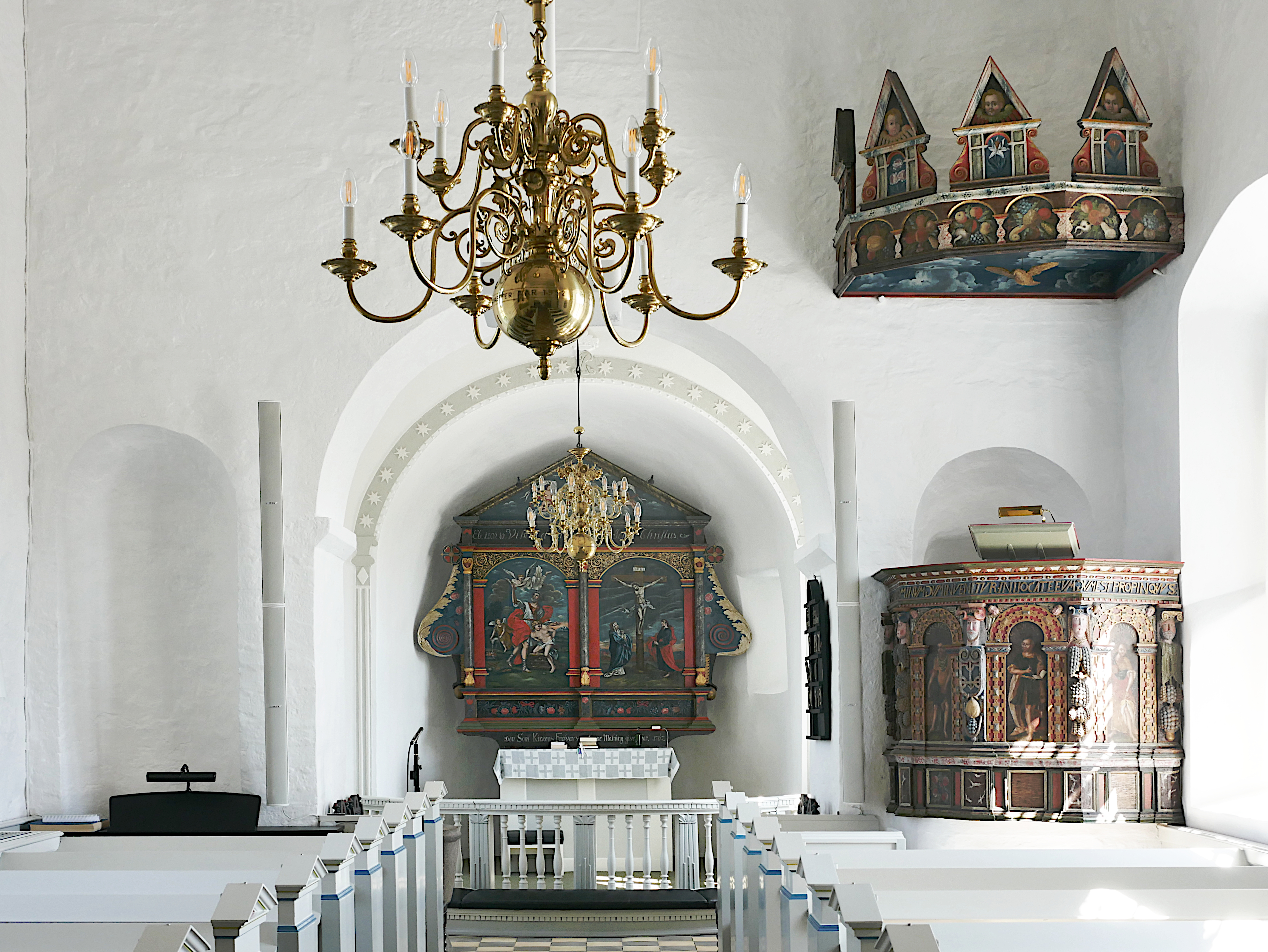
Schiff nach Osten
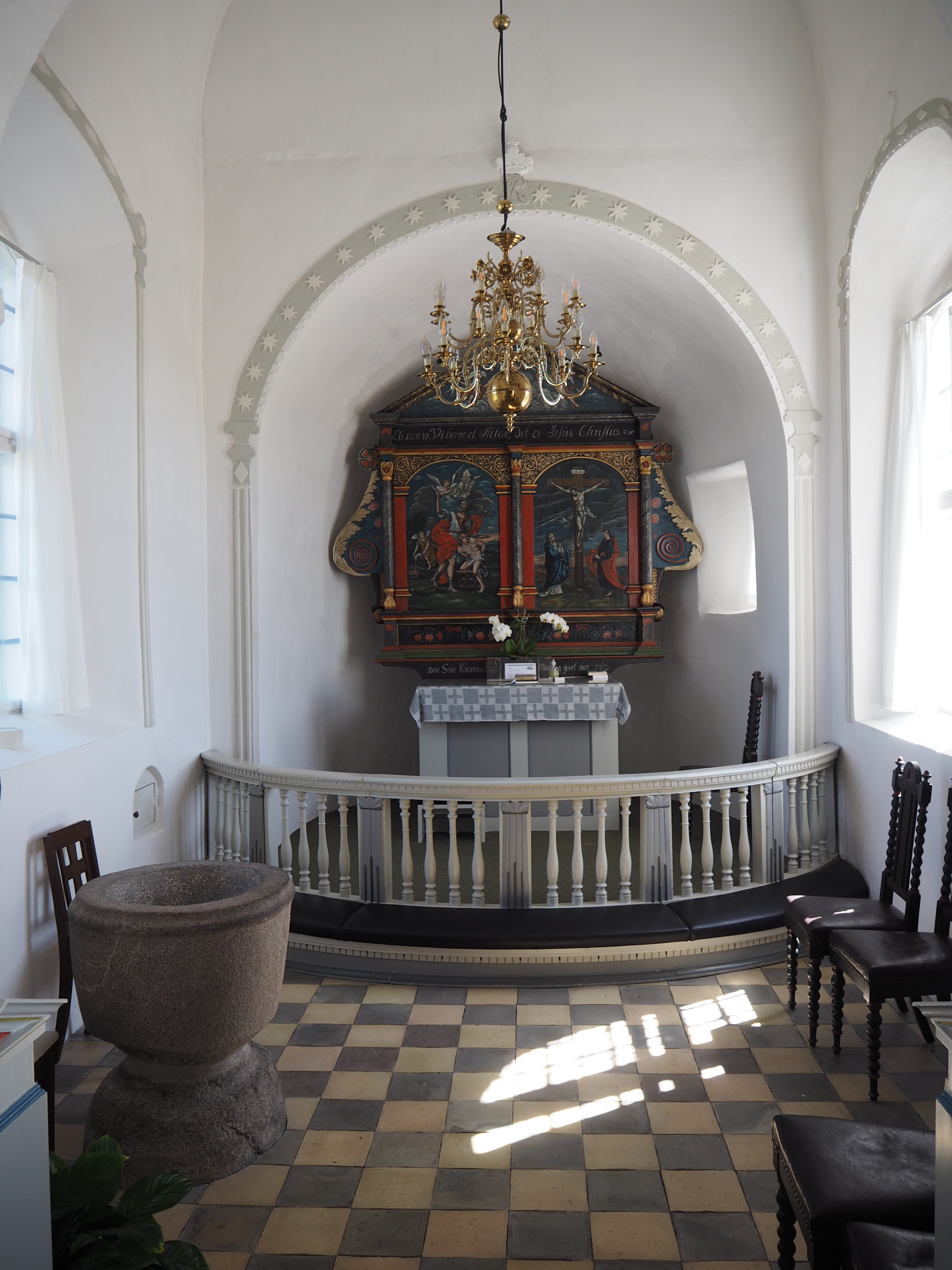
Apsis
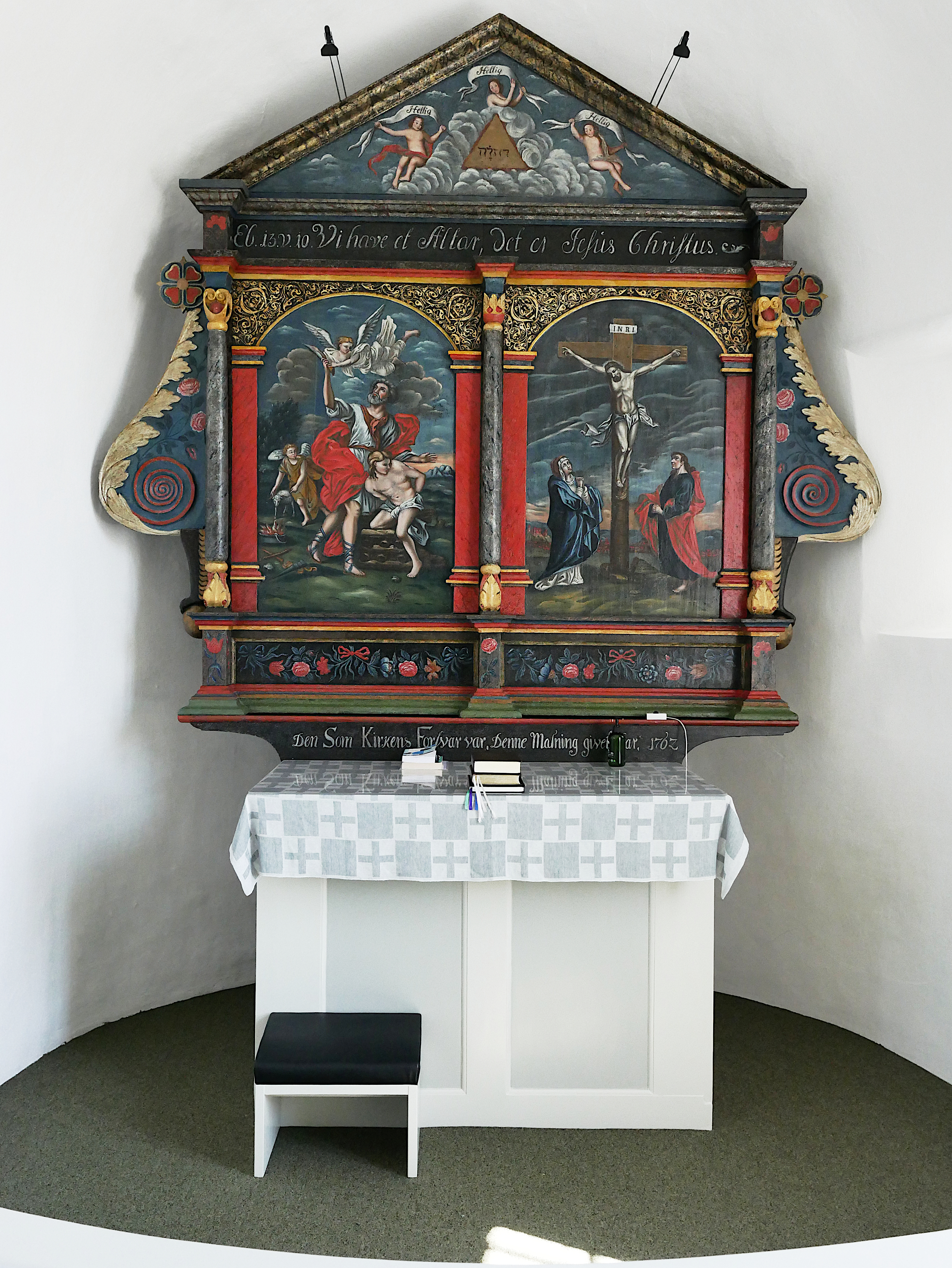
Altar
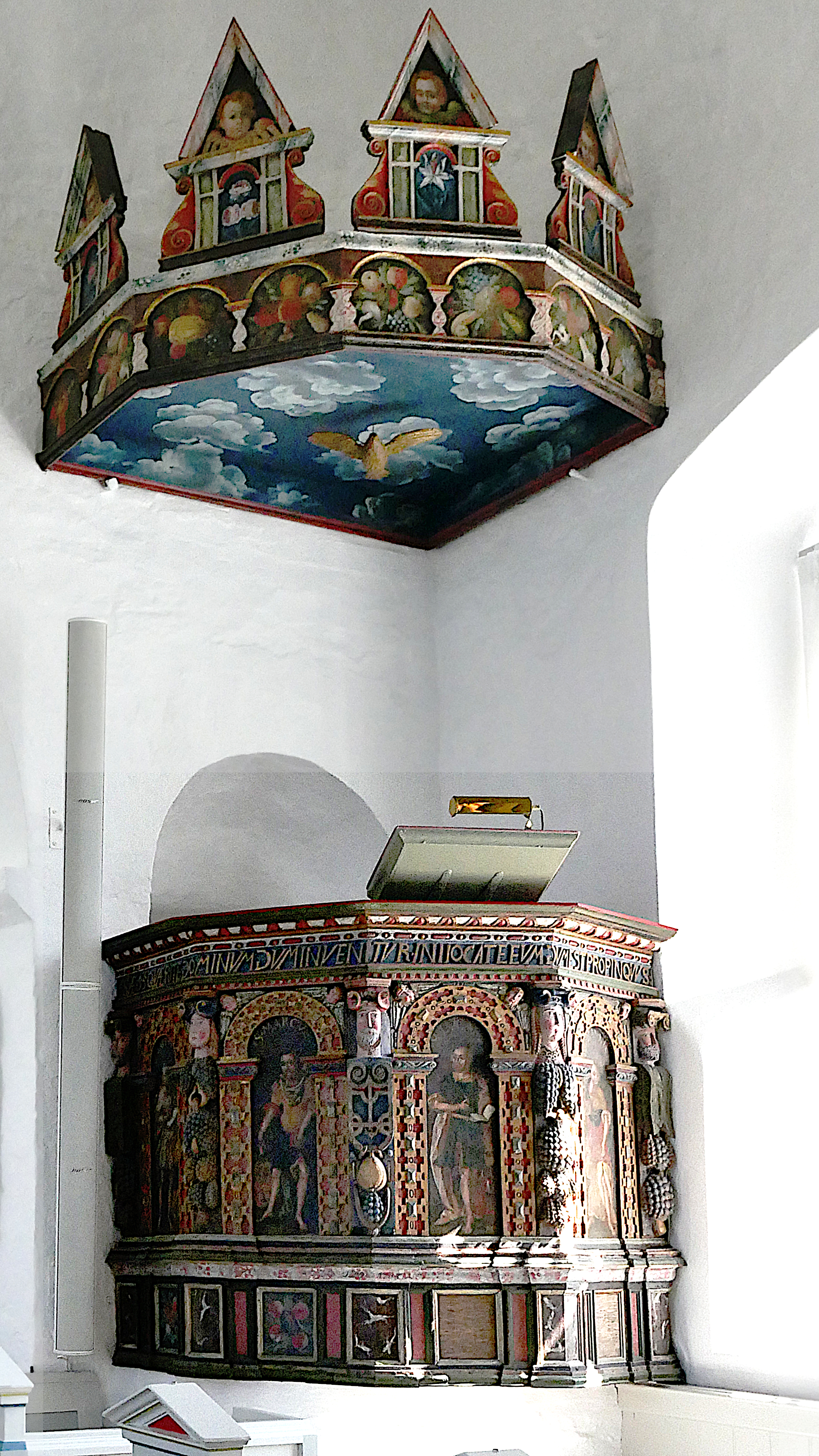
Kanzel
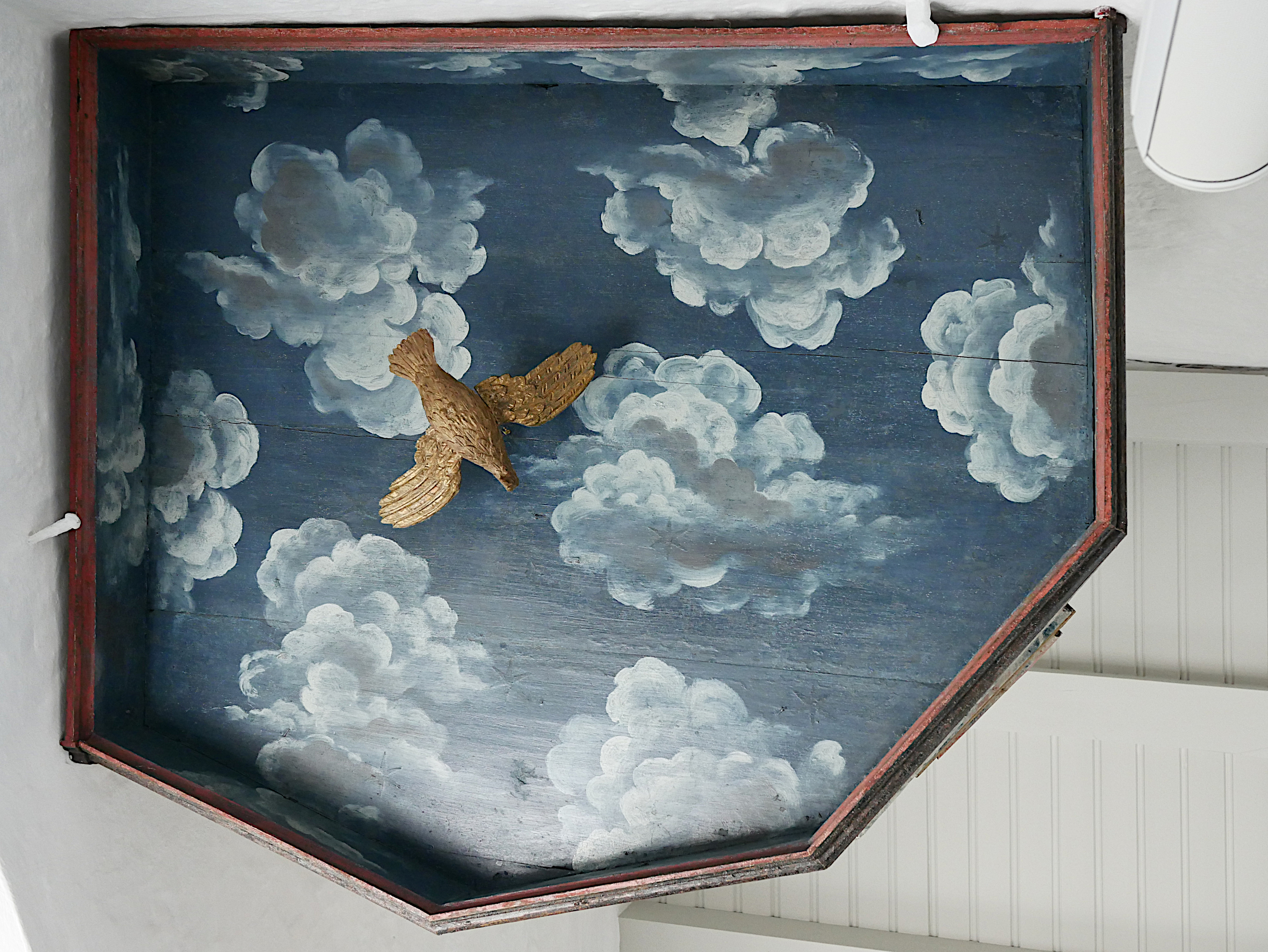
Schalldeckel der Kanzel
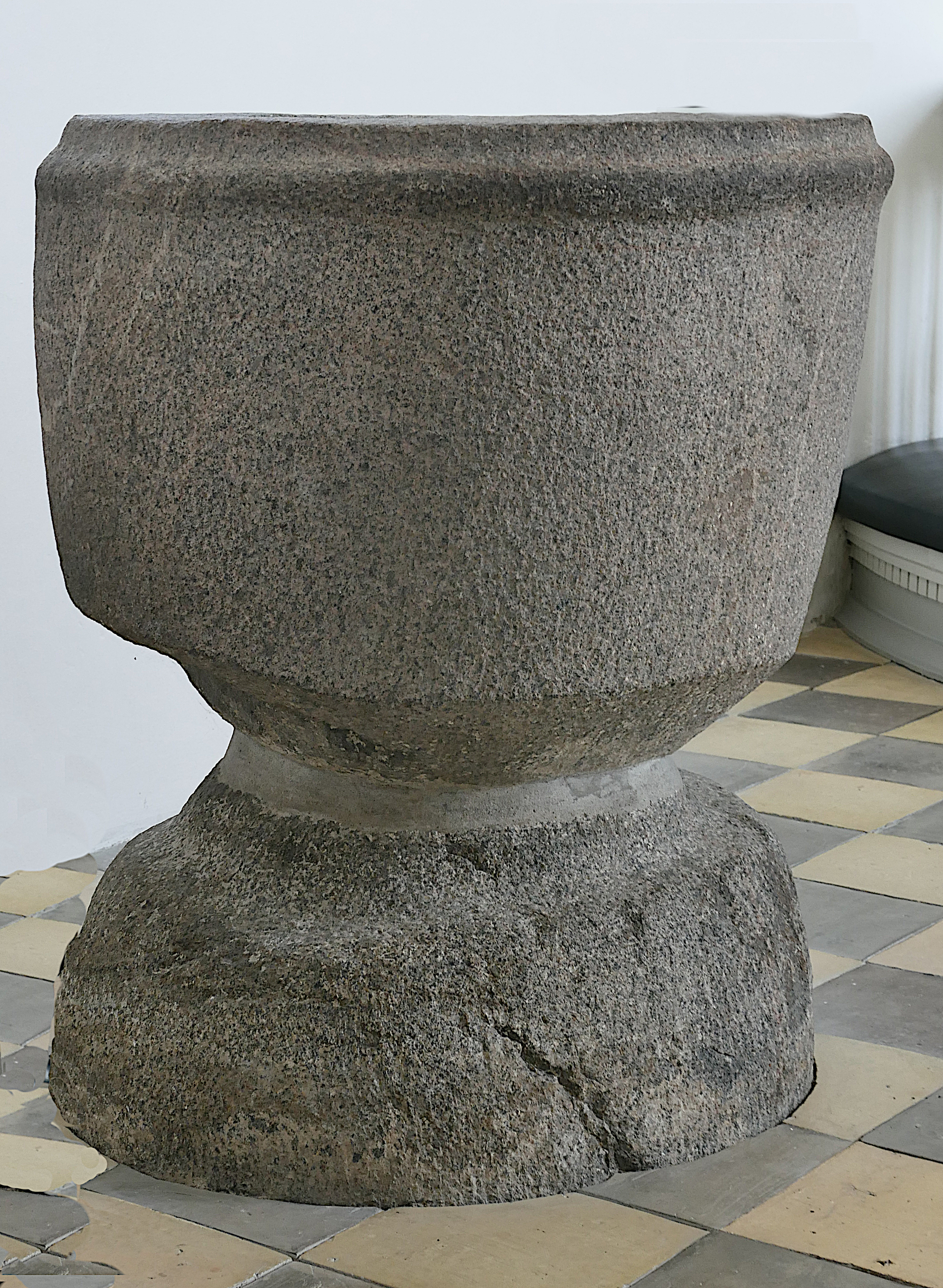
Taufstein
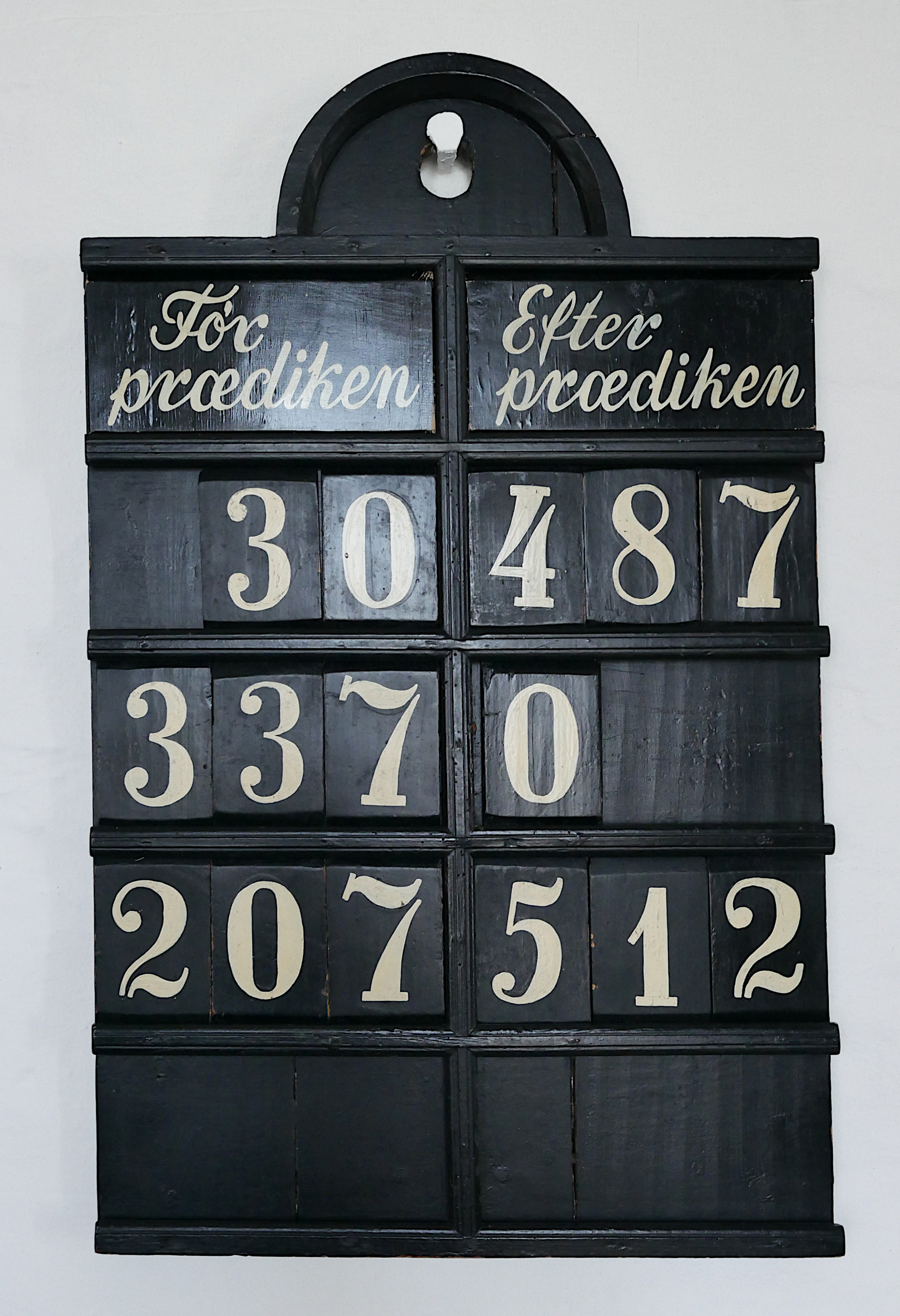
Anschlagtafel
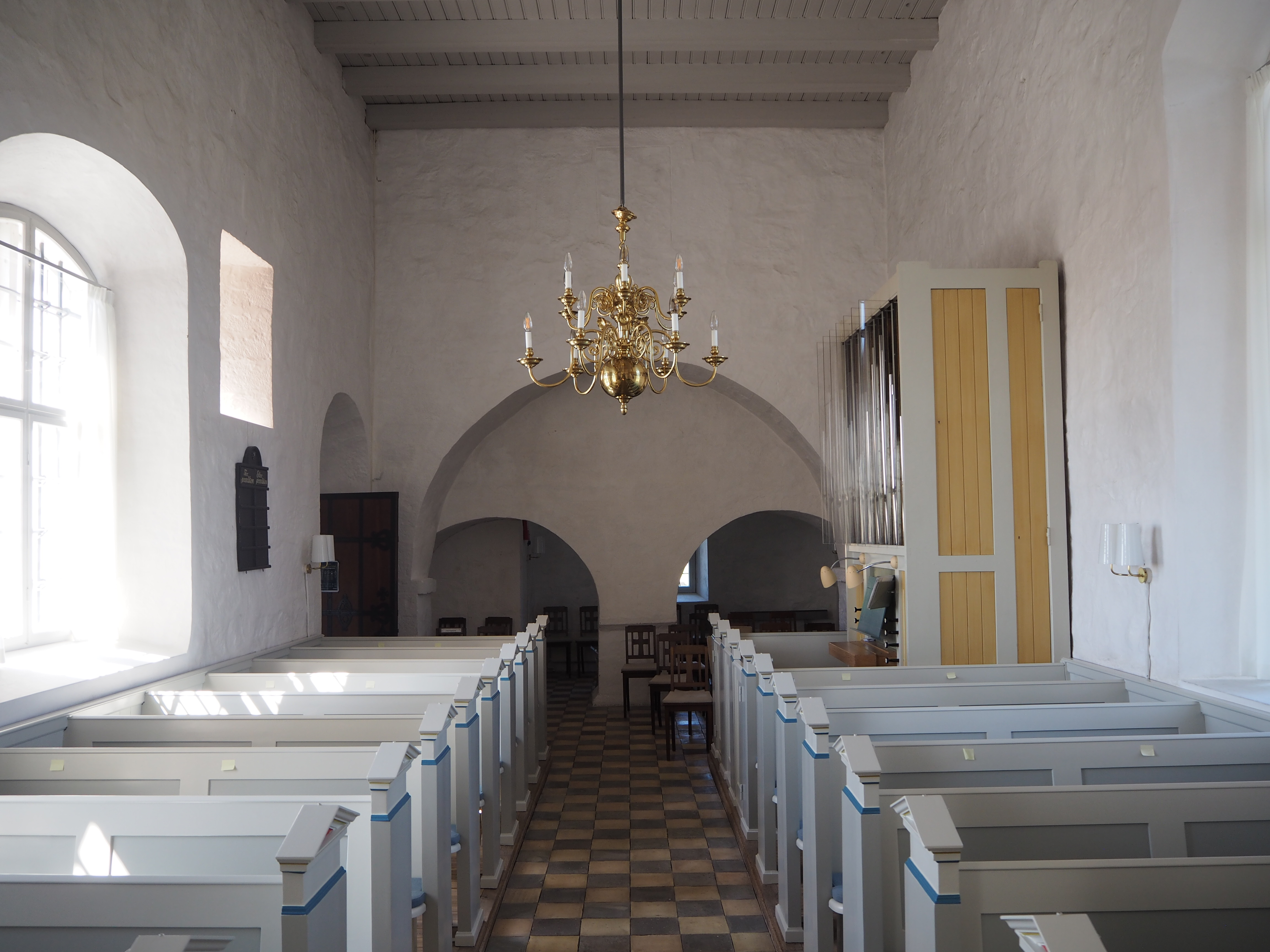
Schiff nach Westen